# Офферл (Канзас)
Офферл (англ. Offerle) — місто (англ. city) в США, в окрузі Едвардс штату Канзас. Населення — 179 осіб (2020).

## Географія
Офферл розташований за координатами 37°53′27″ пн. ш. 99°33′38″ зх. д. / 37.89083° пн. ш. 99.56056° зх. д. (37.890798, -99.560544).  За даними Бюро перепису населення США в 2010 році місто мало площу 0,68 км², уся площа — суходіл.

## Демографія
Згідно з переписом 2010 року, у місті мешкало 199 осіб у 83 домогосподарствах у складі 58 родин. Густота населення становила 291 особа/км².  Було 92 помешкання (135/км²).
Расовий склад населення:
| - 91,5 % — білих - 3,0 % — корінних американців - 5,5 % — осіб інших рас |

До двох чи більше рас належало 0,0 %. Частка іспаномовних становила 13,6 % від усіх жителів.
За віковим діапазоном населення розподілялося таким чином: 23,6 % — особи молодші 18 років, 59,3 % — особи у віці 18—64 років, 17,1 % — особи у віці 65 років та старші. Медіана віку мешканця становила 43,4 року. На 100 осіб жіночої статі у місті припадало 82,6 чоловіків;  на 100 жінок у віці від 18 років та старших — 100,0 чоловіків також старших 18 років.
Середній дохід на одне домашнє господарство  становив 63 806 доларів США (медіана — 42 361), а середній дохід на одну сім'ю — 72 803 долари (медіана — 55 313). За межею бідності перебувало 9,0 % осіб, у тому числі 9,5 % дітей у віці до 18 років та 17,5 % осіб у віці 65 років та старших.
Цивільне працевлаштоване населення становило 113 особи. Основні галузі зайнятості: освіта, охорона здоров'я та соціальна допомога — 26,5 %, виробництво — 15,0 %, сільське господарство, лісництво, риболовля — 11,5 %, публічна адміністрація — 10,6 %.